# مرونمایی دشپنده
مرونمایی دشپنده (زاده ۲۹ مه ۱۹۸۸) یک هنرپیشه هندی است که در فیلم‌های بالیوود و مراتی ظاهر می‌شود. او رقصنده و مجری است. مرونمایی در پونا تحصیل کرد.
مرونمایی کار خود را با فیلم Humne Jeena Seekh Liya (2008) آغاز کرد، او برای بازی در سریال Kunku به خوبی شناخته شده‌است.
او یکی از بازیگران دفتر خاطرات بمبئی آمازون پرایم بود.او در فیلم قدرت بازی کرده‌است.